# Jane Fraser
Jane Nind Fraser (Saint Andrews, 13 de julio de 1967) es una economista y ejecutiva bancaria escocesa. En 2019, fue nombrada presidenta de Citigroup y directora ejecutiva de Banca de Consumo. En septiembre de 2020, Citigroup anunció que a partir de febrero de 2021 dirigiría la organización reemplazando a Michael Corbat como consejera delegada, convirtiéndose en la primera mujer en dirigir uno de los grandes bancos de Estados Unidos, con presencia en Wall Street. Fue incluida en la lista de las “51 mujeres más poderosas en los negocios” de Fortune en 2014 y 2015, y fue nombrada “Mujer # 1 a vigilar” durante dos años consecutivos por el diario financiero American Banker. Empezó a trabajar en Citigroup en 2004. 

## Biografía
Se educó en Girton College en la Universidad de Cambridge y en la Escuela de negocios Harvard. Sus primeros pasos profesionales fueron como analista de fusiones en el banco estadodunidense Goldman Sachs en Londres. En 1990 se trasladó a Madrid donde hasta 1992 trabajó para AB Asesores. En 1996 empezó a trabajar en Nueva York con McKinsey & Company firma de la que fue socia y tras una década fue fichada por el Citigroup en 2004, donde ha trabajado en diferentes divisiones. Empezó en estrategia, en 2009 en plena crisis financiera pasó a dirigir la división de banca privada trabajando para sanearla y cuatro años más tarde, en 2013 estuvo al frente de la división de hipotecas, trasladando su residencia a San Luis en Misuri. Su siguiente paso fue la división de banca comercial y consumo. En 2015 se trasladó a México como responsable de Citi-Group en América Latina. En 2019 fue nombrada presidenta del Citigroup. Jane integra el Comité Operacional de Citi. Por dos años consecutivos American Banker la señaló como la “Mujer número 1 a quien observar”. Reside en Florida, Estados Unidos. Habla inglés y español.

## Vida personal
Desde 1996 está casada con Alberto Piedra, de origen cubano. Se conocieron en Madrid donde Fraser trabajó para AB asesores entre 1990 y 1992 y donde Piedra trabajaba como ejecutivo de Bank of America. Tienen dos hijos. Entre las claves de su éxito profesional Fraser valora que la pareja negoció quien se centraba en la familia y acordaron de que fuera él.